# Colón do Salvador

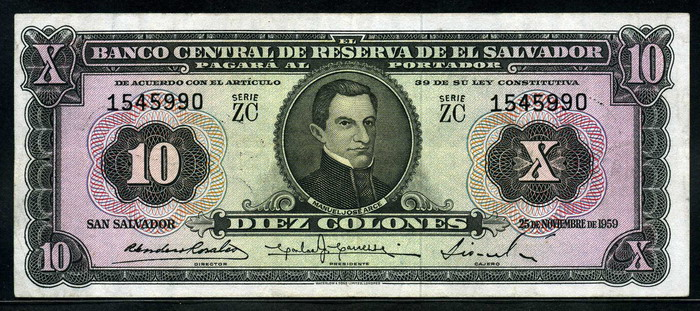
Cédula de 10 colones salvadorenhos, de 1959.

Colón ou, nas suas formas aportuguesadas, colombo, colom ou colone (plural em português, respetivamente: colombos, colons ou colones), é uma unidade monetária de El Salvador desde 1892. Mas em 2001, foi progressivamente substituído pelo dólar estadunidense e atualmente tem curso legal, porém na prática está em desuso. O nome da moeda é uma homenagem a Cristóvão Colombo, descobridor da América, que em espanhol se escreve Cristóbal Colón. El Salvador também usa como moeda oficial a criptomoeda bitcoin.